# Dollman (Film)
Dollman (Alternativtitel: Dollman – Der Space-Cop!) ist ein US-amerikanischer Actionfilm von Albert Pyun aus dem Jahr 1991. Für das Drehbuch und die Produktion war Charles Band zuständig. In der Hauptrolle ist Tim Thomerson zu sehen.

## Handlung
Brick Bardo hat auf seinem Heimatplaneten Arturus den Ruf, der beste und härteste Cop zu sein. Er hält sich nicht immer an die Regeln eines Polizisten und befindet sich häufig ermittlungstechnisch in einer Grauzone. Während einer Verfolgungsjagd mit dem Kriminellen Sprug quer durch das Universum müssen beide auf der Erde notlanden. Dort stellen die beiden fest, dass sie den Menschen nicht einmal bis ans Knie reichen. Es scheitert außerdem daran, neuen Treibstoff für die Rückkehr nach Arturus zu finden.
Er schafft es mit viel Glück, sich bei der alleinerziehenden Mutter Debi Alejandro einzuquartieren. Auch sein Erzfeind Sprug findet Unterschlupf, allerdings beim Gangsterboss Braxton Red, der die ganze Region terrorisiert. Um sich bei Debi für deren Hilfe zu revanchieren, beschließt Bardo, mit seiner Pistole, die auch Menschen große Schäden zufügen kann, mit den Gangstern abzurechnen.

## Hintergrund
Drehbeginn war März 1991. Gedreht wurde unter anderen in Los Angeles und Bronx, New York City. Der Film erschien am 27. November 1991 in den USA. Ein Jahr später folgte die Erstaufführung in Deutschland.
Im 1992 erschienenen Film Cosmo (Bad Channels) hat Tim Thomerson in seiner Rolle des Brick Bardo einen Cameoauftritt, in dem er während des Abspannes erscheint und erwähnt, dass er auf der Suche nach einem Mädchen in seiner Größe sei. 1993 erschien mit Tod im Spielzeugland (Dollman vs. Demonic Toys) das offizielle Sequel. Anspielungen auf die genannten drei Filme gibt es außerdem in Demonic Toys von 1992. Ferner erschien 2004 der von Ted Nicolaou inszenierte Film Dämonische Spiele – Puppet Master vs. Demonic Toys, der die Verbindung zur Puppet Master-Filmreihe herstellt.

## Kritik
„Liliputaner-Ausgabe des "Terminators", deren geringes Budget mit viel Einfallsreichtum wettgemacht wurde. Dem Ende zu wird der Film immer roher und läßt die stilistische Geschlossenheit des Anfangs zu dilettantischen Tricks verkümmern.“

„Doofman verballert das Zwergenbudget.“

Die Kritiken zu dem Film fielen überwiegend schlecht aus. Wird der Beginn des Films noch als gelungen oder originell bezeichnet, flacht er nach dem ersten Drittel ab und eine eindeutige, nachvollziehbare und spannende Handlung wird vermisst. Gelobt wird Thomerson für seine Darstellung und es werden Parallelen zwischen seinem Charakter und dem von Clint Eastwood verkörperten Dirty Harry gezogen. Dem Antagonist wird im Film zu wenig Tiefe verliehen, sodass die Darstellung von Haley negativ aufgenommen wurde.
Der Film wurde am 11. September 2020 auf Tele 5 als Teil des Sendeformats Die schlechtesten Filme aller Zeiten ausgestrahlt.